# Wyszków
Wyszków är en stad i Masoviens vojvodskap i Polen. Den hade 27 173 invånare år 2014.